# العكدة (إب)

تعديل مصدري - تعديل

العكدة محلة تابعة لقرية صرعدد، التابعة لعزلة بني محرم بمديرية إب إحدى مديريات محافظة إب في الجمهورية اليمنية، بلغ تعداد سكانها 99 حسب تعداد اليمن لعام 2004.